# Villard-Léger
Villard-Léger – miejscowość i gmina we Francji, w regionie Owernia-Rodan-Alpy, w departamencie Sabaudia.
Według danych na rok 1990 gminę zamieszkiwało 317 osób, a gęstość zaludnienia wynosiła 47 osób/km² (wśród 2880 gmin regionu Rodan-Alpy Villard-Léger plasuje się na 1313. miejscu pod względem liczby ludności, natomiast pod względem powierzchni na miejscu 1379.).